# CAMM (missile)
CAMM ER, common anti air modular missile extended range, è il missile di nuova generazione appartenente alla famiglia CAMM, progettato per i domini della difesa aerea terrestre e navale.
Il CAMM-ER (extended range), sviluppato da MBDA Italia in collaborazione con MBDA UK, è progettato per rispondere ad un requisito delle Forze Armate italiane e per sostituire i missili Aspide (rispetto ai quali ha più del doppio della portata). Con una gittata di oltre 45 km, offre difesa aerea a medio raggio ed è in grado di operare indipendentemente o integrato in un sistema di difesa. Ha una lunghezza aumentata a 4,2 m, diametro a 190 mm e peso a 160 kg.  Nelle prove operative è stata evidenziata la capacità di arrivare anche a 60 km.
Inoltre il sistema di comando ha il 75% in comune con il software del PAAMS già usato per i missili Aster. Come  disposto dal procurement del 2017, l'AM impiegherà il Posto Comando SIRIUS con radar di scoperta multifunzionale Leonardo KRONOS 3D LAND, mentre l'EI impiegherà il PCMI (Posto Comando Modulo di Ingaggio) Forza NEC, con radar di scoperta Rheinmetall Italia X-TAR 3D in banda X.
Incorporando tecnologie avanzate, CAMM-ER fornisce dunque una protezione completa contro tutti i bersagli aerei noti e previsti. Esso presenta, inoltre, un cercatore RF attivo in grado di garantire elevate prestazioni in tutte le condizioni atmosferiche con eccellenti capacità di eliminazione dei disturbi, rendendo non necessario l’utilizzo di complessi e costosi radar per il controllo del fuoco/illuminazione.
In questo modo, CAMM-ER è in grado di offrire alle forze terrestri una capacità di difesa aerea a medio raggio altamente efficace e facilmente dispiegabile, come parte delle Enhanced Modular Air Defence Solutions (EMADS), in grado di funzionare come unità autonoma o integrata in una rete di difesa aerea. L'uso di informazioni di bersagli provenienti da terze parti attraverso una rete di difesa aerea più ampia consente al sistema di ingaggiare bersagli che non sono nella linea di vista dei lanciatori locale o dei sensori.

## Storia
Il progetto del CAMM è iniziato nel 2004 quando il Ministero della Difesa Britannico ha assegnato un TDP (Technology Development Program) da £ 10 milioni a MBDA. La prima fase del progetto prevedeva lo sviluppo del sistema di lancio "a freddo", di un datalink bidirezionale a doppia banda, del sistema di guida radar attivo e dei sistemi per garantire un'ampia compatibilità con radar e sistemi di controllo. Nel 2008 è stata avviata la seconda fase del progetto, del costo di £ 15 milioni, che ha previsto il proseguimento dello sviluppo della guida a radar, completando delle prove gestite dalla QinetiQ a Boscombe Down, da un Hawker Siddeley HS-780 Andover. Sempre nel 2008 è stato annunciato il definitivo investimento nel progetto, con FLAADS come uno dei principali sostenitori. Nel 2009 la MBDA UK ha presentato il primo prototipo del missile e due anni dopo è stata annunciata la variante Sea Ceptor ad uso navale. Le prove di lancio verticale si sono concluse con successo nel maggio 2011 con un lancio da furgone. Questa versione è stata ordinata dal Ministero della Difesa Britannico nel 2014. Il Ministero della Difesa Britannico ha assegnato nel 2016 un contratto da £ 100 milioni a MBDA per i Sea Ceptor, che andranno a equipaggiare le future fregate di classe Type 26. Nel 2017 si sono svolte le prove di fuoco del Sea Ceptor dalla HMS Argyll. Si stima che, tra il 2012 e il 2018, il programma sia costato £ 1,573 miliardi (esclusi, quindi, gli anni tra il 2005 e il 2012), portando a pensare che abbia superato i costi previsti. Nel novembre 2019 si sono conclusi con successo i test sulla versione a lungo raggio CAMM-ER e il 14 novembre è stato approvato dalla commissione di difesa del Parlamento Italiano un finanziamento da € 95 milioni per completare lo sviluppo del CAMM-ER e per la sua successiva integrazione nei sistemi di difesa a corto e medio raggio italiani. Si prevede che la fase di sviluppo della versione a lungo raggio venga completata per il 2023.

### CAMM in Italia
Nell'ottobre 2013 è stato firmato un contratto tra MBDA e Avio per la fornitura del motore a razzo della versione con maggiore autonomia CAMM-ER, prevedendo di terminare lo sviluppo e l'approvazione del motore entro tre anni. Nel gennaio 2016 è stato firmato un SoI (Statement of Intent), che ha favorito la collaborazione industriale, mentre l'impegno finanziario è stato definito dalla Legge di Bilancio 2017 e confermato dal Bilancio 2018. L'Italia ha quindi un programma pluriennale di ammodernamento militare che prevede una spesa di €545 milioni, 95 dei quali per lo sviluppo del missile e 450 per l'acquisizione, distribuiti dal 2019 al 2031 e divisi in due fasi, tra 2019-2024 e 2025-2031. Tuttavia il programma prosegue segnato continuamente da indecisioni e stop and go.

## Caratteristiche

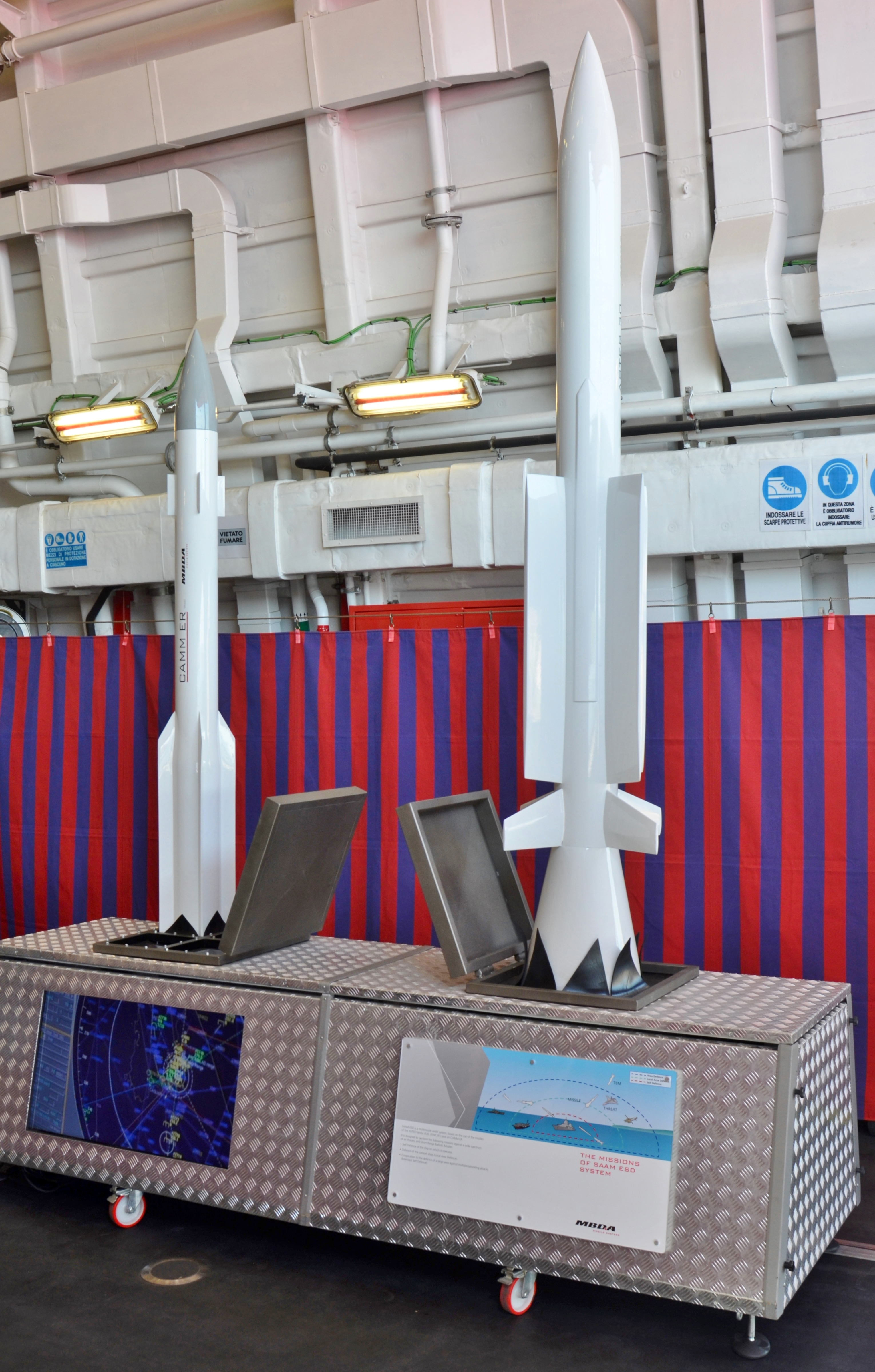
Missile CAMM, a sinistra, a confronto con il missile Aster 30, a destra

Il CAMM si basa sul missile aria-aria con guida a infrarossi ASRAAM condividendo alcune caratteristiche, ma con un'elettronica aggiornata e un sistema di guida radar attiva. Il missile ha una lunghezza di 3,2 m, un peso di 99 kg e raggiunge una velocità di 3 Mach, con un raggio operativo minimo inferiore a 1 km e una gittata massima superiore ai 25 km (vari test hanno rivelato che il missile può arrivare a raggiungere anche distanze maggiori). Viene espulso "a freddo" dal lanciatore tramite aria compressa per 100 ft (30,5 m) di altezza prima che si accenda il motore. In questo modo si facilita il lancio, rendendo il missile più agibile di quelli espulsi "a caldo", nel cui caso il lanciatore deve invece resistere alle fiamme e al calore emessi dal razzo. In volo, per metà della rotta, il missile dispone di una guida con collegamento dati, dopo il quale viene, invece, avviata la guida radar attiva. Dispone di collegamenti al nuovo sistema LEAP (Land Environment Air Picture), che utilizza la rete Falcon, il radar Giraffe della Saab e i Link 11 e 16. Per il lancio da terra i lanciatori sono montati su un camion RMMV SV HX60, con un motore diesel da 326 CV, 1250 Nm di coppia e trazione integrale, che permette una velocità massima su strada di 90 km/h e un'autonomia di 800 km. Senza preparazioni apposite il mezzo ha anche capacità anfibie fino a 1,2 m di profondità.

## Versioni
- CAMM Land Ceptor: versione lanciabile da terra, trasportata su camion. È stato ordinato dal Regno Unito per sostituire il Rapier, rispetto al quale ha il triplo della gittata.
- CAMM Sea Ceptor: fornisce difesa aerea per le forze navali su distanze superiori ai 25 km. Può essere attivato dal radar di sorveglianza standard della nave per fornire protezione da più bersagli aerei simultanei, ma anche verso il suolo. Dispone di funzionalità come alette pieghevoli per essere dispiegato da lanciatori verticali come i VLS Sylver. È in produzione per sostituire il Sea Wolf e andare a equipaggiare le classi di fregate Type 23 e Type 26 della Royal Navy, nelle quali costituirà il nucleo della difesa aerea. Il CAMM è in grado di operare in un raggio che è il doppio rispetto al suo predecessore, offrendo la capacità di difendere anche altre navi vicine e da un'ampia gamma di obiettivi (missili, UAV e aerei). Per questo missile la MBDA ha progettato, in collaborazione con la Lockheed Martin, un nuovo lanciatore chiamato ExLS, più leggero del MK41 e destinato a navi più piccole.[2][5]
- CAMM Air Operations: è una variante adibita all'uso da parte di aerei. Si è ritenuto, però, più efficace sviluppare le versioni ad uso terrestre e marittimo, preferendovi l'ASRAAM come missile aria-aria. Le tecnologie e i componenti sviluppati per il CAMM, invece, sono stati sfruttati come parte di un aggiornamento dell'ASRAAM.[6][7]
- CAMM-ER (Extended Range) è la versione di nuova generazione con autonomia estesa. Con una gittata di oltre 45 km, offre difesa aerea a medio raggio ed è in grado di operare indipendentemente o integrato in un sistema di difesa. Ha una lunghezza aumentata a 4,2 m, diametro a 190 mm e peso a 160 kg. È un progetto sviluppato da MBDA IT in collaborazione con la MBDA UK e in Italia avrà lo scopo di sostituire i missili Aspide, rispetto ai quali ha più del doppio della portata. Nelle prove operative è stata evidenziata la capacità di arrivare anche a 60 km. Inoltre il sistema di comando ha il 75% in comune con il software del PAAMS già usato per i missili Aster. Come disposto dal procurement del 2017, l'AM impiegherà il Posto Comando SIRIUS con radar di scoperta multifunzionale Leonardo KRONOS 3D LAND, mentre l'EI impiegherà il PCMI (Posto Comando Modulo di Ingaggio) Forza NEC, con radar di scoperta Rheinmetall Italia X-TAR 3D in  banda X.[4] Il CAMM ER è anche impiegato per la difesa aerea di piattaforme navali nel sistema ALBATROS NG.
- EMADS (Enhanced Modular Air Defence Solutions) è un sistema di difesa aerea terrestre che può impegare missili sia in versione CAAM che CAMM-ER, essendo molto compatto oltre che a renderlo facilmente occultabile può essere trasportato da veicoli a ruote, il che lo rende adatto sia all'utilizzo urbano che in un contesto boscoso.  Il lanciatore fornisce al missile le informazioni sul bersaglio pre-lancio ma continua ad inviare aggiornamenti anche dopo, questo collegamemto datalink aumenta l'efficacia nel contrastare minacce in volo non convenzionale.

## Utilizzatori
- Regno Unito

Mappa con in blu gli attuali utilizzatori del missile CAMM e in nero i futuri (nel 2020)

In uso presso la British Army e la Royal Navy sostituendo rispettivamente i missili Rapier e Sea Wolf.
- Italia
Andrà a sostituire i sistemi Spada, Skyguard e Albatros, basati sul missile Aspide (in uso da 40 anni), andando a equipaggiare, in particolare i Pattugliatori Polivalenti d'Altura.[4] La produzione in serie dei CAMM-ER in Italia comincerà nel 2022.[8]
- Nuova Zelanda
Nel maggio 2014 è stato stipulato un contratto con MBDA per equipaggiare le unità di classe ANZAC aggiornate.[2]
- Cile
Ha selezionato il CAMM Sea Ceptor per equipaggiare le fregate di classe Type 23.[2]
- Brasile
Nel novembre 2014 è stato selezionato il CAMM Sea Ceptor per equipaggiare le nuove corvette di classe Tamandaré.[2]